# Michail Ossipowitsch Eisenstein

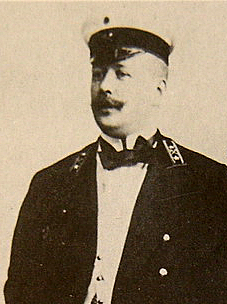
Eisenstein um 1900

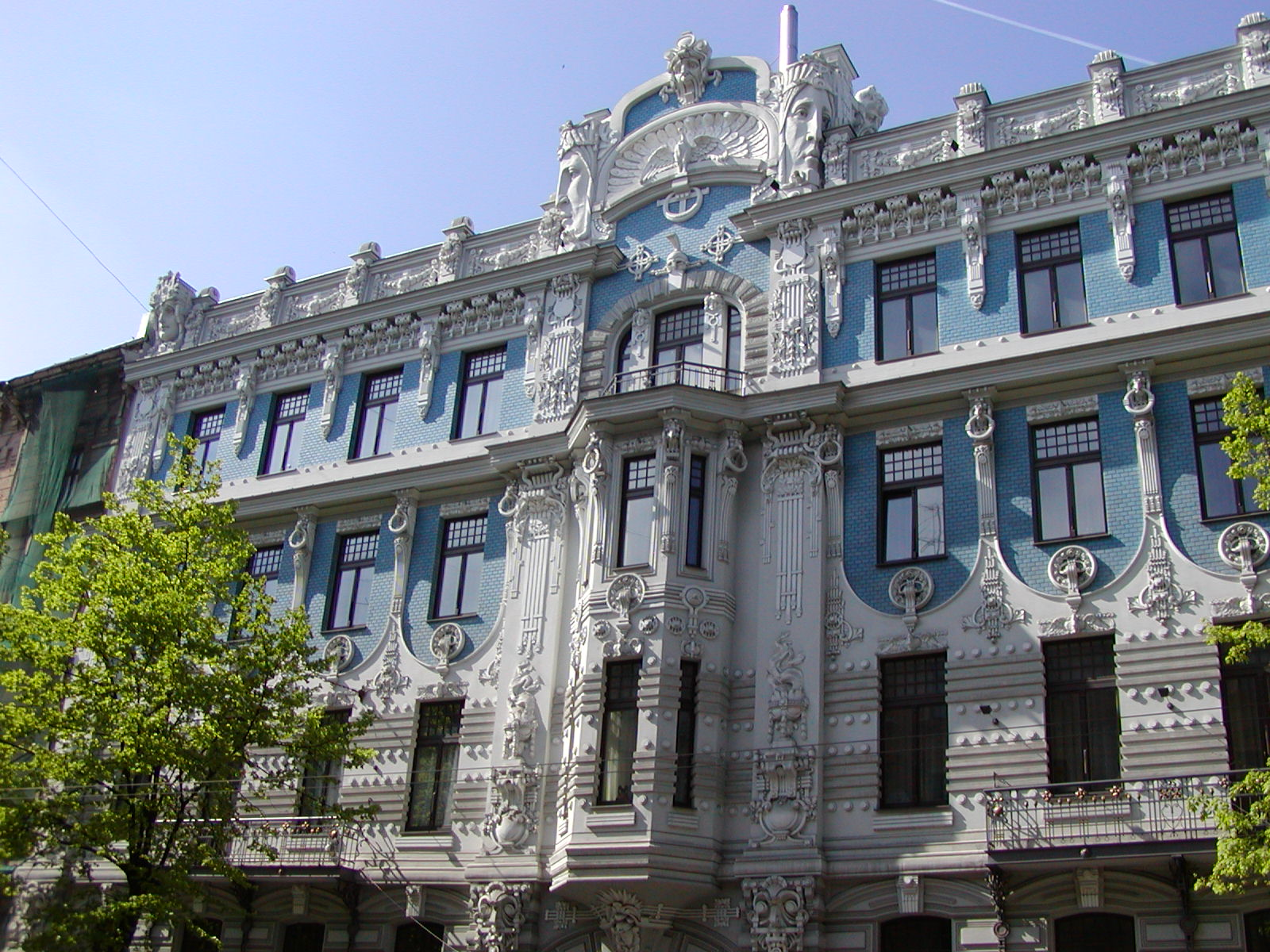
Elisabethstraße (Elizabetes iela) 10 in Riga, 1903

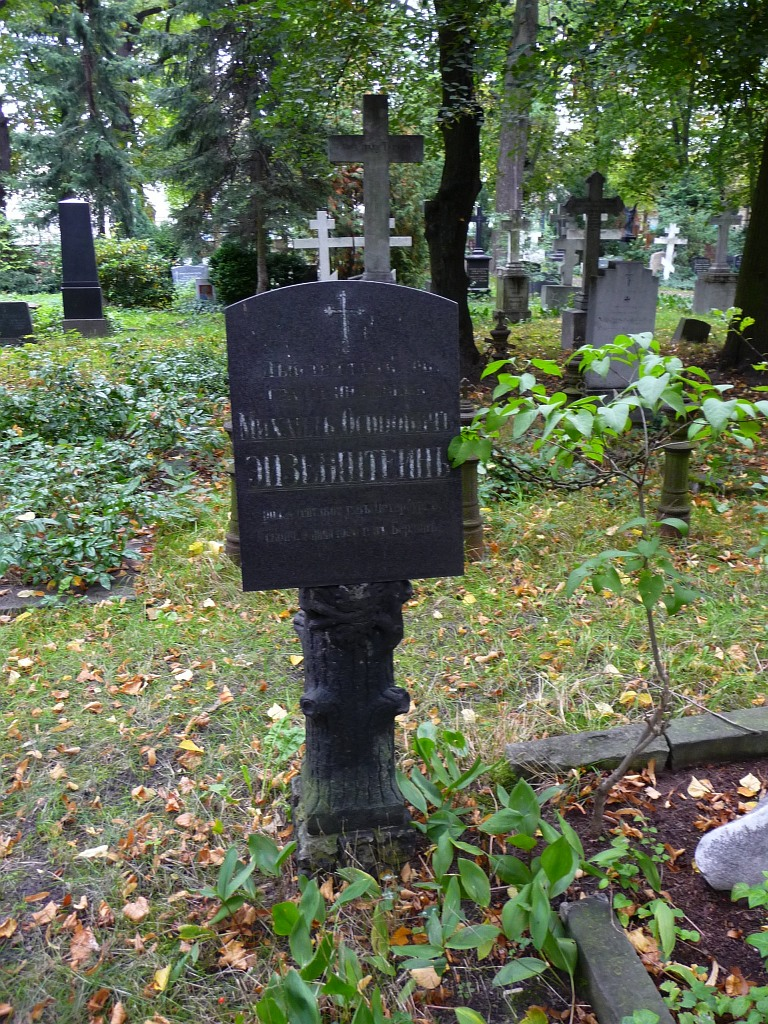
Grab auf dem Friedhof der Russisch-Orthodoxen Gemeinde Berlin-Tegel

Michail Ossipowitsch Eisenstein (russisch Михаил Осипович Эйзенштейн, lettisch Mihails Eizenšteins; * 5. September 1867 in Bila Zerkwa; † 1. Juli 1920 in Berlin) war ein russischer Bauingenieur und Architekt des Jugendstils. 

## Leben und Werk
Eisenstein wurde in Bila Zerkwa im damals zum Russischen Kaiserreich gehörenden Gouvernement Kiew geboren. Er war väterlicherseits deutsch-jüdischer, mütterlicherseits  schwedischer Abstammung. Er selbst bestand allerdings kategorisch darauf, Deutsch-Balte zu sein, und bestritt alle Gerüchte über seine angebliche jüdische Herkunft; 1916 schrieb er die „Geschichte einer vielschichtigen Familie, um deren ethnische Herkunft zu klären“. Im Februar 1917 erhielt er die Anerkennung der Staatskommission für seine adelige Herkunft, Titel und Wappen. Die Familie bekannte sich zum russisch-orthodoxen Glauben. Eisenstein studierte am Institut für Zivilingenieurwesen (Институт гражданских инженеров) in Sankt Petersburg und erhielt 1893 sein Diplom. Noch im selben Jahr begann er seine Tätigkeit in Riga. Er wurde Leiter der Rigaer Bauverwaltung; später leitete er das Baltische Amt für staatliche Liegenschaften und Straßen des Gouvernements Livland. Im Jahre 1915 wurde er zum Staatsrat ernannt, wodurch ihm nach der Rangtabelle der russischen Laufbahntitel die Anrede „Euer Hochgeboren“ zustand.
Eisenstein widersetzte sich mit seiner Jugendstilarchitektur der seinerzeit in Riga vorherrschenden neoklassizistischen Bauweise nach Sankt Petersburger Vorbild. Während er zu Beginn seiner Architektenlaufbahn als „verrückter Zuckerbäcker“ verspottet wurde, erhielt er später als „Architekt des Jugendstils“ zahlreiche Ehrungen und Auszeichnungen. Eisenstein entwarf seine Häuser beginnend mit der reichverzierten Fassade, deren Details er peinlich genau zeichnete. Erst danach plante er den Rest „hinter der Fassade“. Mit mehr als fünfzig von ihm entworfenen Häusern prägte er das Stadtbild der Neustadt von Riga entscheidend. Seit 1997 zählt die Neustadt von Riga zusammen mit der Altstadt zum UNESCO-Weltkulturerbe.
Von seiner russischen Frau Julia Konezkaja, der Tochter eines Kaufmanns der „Ersten Gilde“, trennte sich Eisenstein 1909, wobei ihm das Sorgerecht für den gemeinsamen, 1898 geborenen Sohn Sergei Michailowitsch Eisenstein zugesprochen wurde. Bis zum Abschluss der städtischen Mittelschule lebte Sergei bei seinem Vater, danach ging er zum Studium nach Petrograd.
Michail Eisenstein konnte sich – im Gegensatz zu seinem Sohn – nicht mit den Ideen der Oktoberrevolution identifizieren und wanderte nach Berlin aus, wo er 1920 starb. Er wurde auf dem Friedhof der Russisch-Orthodoxen Gemeinde Berlin-Tegel beerdigt. Sein Sohn wurde ein bekannter Regisseur in der Sowjetunion.